# Императриз
Императриз (порт. Imperatriz) град је у Бразилу у савезној држави Марањао. Према процени из 2007. у граду је живело 229.629 становника.

## Становништво
Према процени из 2007. у граду је живело 229.629 становника.
| 1991.   | 2000.   |
| ------- | ------- |
| 276,502 | 230,566 |